# Присоединённые многочлены Лежандра
В математике присоединенные полиномы Лежандра являются каноническими решениями обобщённого уравнения Лежандра
{\displaystyle \left(1-x^{2}\right){\frac {d^{2}}{dx^{2}}}P_{\ell }^{m}(x)-2x{\frac {d}{dx}}P_{\ell }^{m}(x)+\left[\ell (\ell +1)-{\frac {m^{2}}{1-x^{2}}}\right]P_{\ell }^{m}(x)=0,}
или эквивалентно
{\displaystyle {\frac {d}{dx}}\left[\left(1-x^{2}\right){\frac {d}{dx}}P_{\ell }^{m}(x)\right]+\left[\ell (\ell +1)-{\frac {m^{2}}{1-x^{2}}}\right]P_{\ell }^{m}(x)=0,}
Где индексы ℓ и m (целые числа) называются соответственно степенью и порядком присоединенного полинома Лежандра. Уравнение имеет ненулевые решения, неособенные на отрезке {−1, 1}, только если ℓ и m — целые числа, удовлетворяющие условию 0 ≤ m ≤ ℓ, или аналогично эквивалентные отрицательные значения. Если m чётное, функция является полиномом. При m=0 и целочисленном ℓ, эти функции идентичны с полиномами Лежандра. В общем, когда ℓ и m целые, стандартные решения иногда называют «присоединенные полиномы Лежандра», даже если они не являются многочленами (полиномами), когда m нечетное. Общий класс функций с произвольными действительными или комплексными величинами для ℓ и m называют функциями Лежандра. В этом случае параметры часто обозначают греческими буквами.
Обычное дифференциальное уравнение Лежандра часто встречается в физике и других технических областях. В частности, оно возникает при решении уравнения Лапласа (и связанных с ним дифференциальных уравнений в частных производных) в сферических координатах. Присоединенные полиномы Лежандра играют ключевую роль в определении сферических гармоник.

## Определение для неотрицательных целочисленных параметровℓиm
Эти функции обозначаются как {\displaystyle P_{\ell }^{m}(x)}, где верхний индекс указывает порядок, а не степень P. Их наиболее простое определение связано с производными обычных полиномов Лежандра (m ≥ 0):
{\displaystyle P_{\ell }^{m}(x)=(-1)^{m}(1-x^{2})^{m/2}{\frac {d^{m}}{dx^{m}}}\left(P_{\ell }(x)\right),}
Коэффициент/Множитель (−1)m в этой формуле известен как фаза Кондона-Шортли. Некоторые авторы его опускают. Функции, описываемые этим уравнением, удовлетворяют общему дифференциальному уравнению Лежандра для указанных значений параметров ℓ and m, что следует из дифференцирования уравнения Лежандра m -раз для Pℓ:
{\displaystyle \left(1-x^{2}\right){\frac {d^{2}}{dx^{2}}}P_{\ell }(x)-2x{\frac {d}{dx}}P_{\ell }(x)+\ell (\ell +1)P_{\ell }(x)=0.}
Кроме того, согласно формуле Родригеса:
{\displaystyle P_{\ell }(x)={\frac {1}{2^{\ell }\,\ell !}}\ {\frac {d^{\ell }}{dx^{\ell }}}\left[(x^{2}-1)^{\ell }\right],}
Функция Pm
ℓ  может быть выражена в виде:
{\displaystyle P_{\ell }^{m}(x)={\frac {(-1)^{m}}{2^{\ell }\ell !}}(1-x^{2})^{m/2}\ {\frac {d^{\ell +m}}{dx^{\ell +m}}}(x^{2}-1)^{\ell }.}
Это уравнение позволяет расширить диапазон m до −ℓ ≤ m ≤ ℓ. Определения Pℓ±m, полученные подстановкой ±m пропорциональны. Действительно, приравнивая коэффициенты одинаковых степеней с левой и правой сторон
{\displaystyle {\frac {d^{\ell -m}}{dx^{\ell -m}}}(x^{2}-1)^{\ell }=c_{lm}(1-x^{2})^{m}{\frac {d^{\ell +m}}{dx^{\ell +m}}}(x^{2}-1)^{\ell },}
Следовательно, коэффициент пропорциональности равен
{\displaystyle c_{lm}=(-1)^{m}{\frac {(\ell -m)!}{(\ell +m)!}},}
Так что
{\displaystyle P_{\ell }^{-m}(x)=(-1)^{m}{\frac {(\ell -m)!}{(\ell +m)!}}P_{\ell }^{m}(x).}
Альтернативная запись
В литературе также используется следующая альтернативная запись:
{\displaystyle P_{\ell m}(x)=(-1)^{m}P_{\ell }^{m}(x)}
Закрытая форма
Связанный полином Лежандра также может быть записан в следующем виде:
{\displaystyle P_{l}^{m}(x)=(-1)^{m}\cdot 2^{l}\cdot (1-x^{2})^{m/2}\cdot \sum _{k=m}^{l}{\frac {k!}{(k-m)!}}\cdot x^{k-m}\cdot {\binom {l}{k}}{\binom {\frac {l+k-1}{2}}{l}}}
```
с использованием простых одночленов и обобщённой формы биномиального коэффициента.
```

## Ортогональность
Связанные полиномы Лежандра в общем не ортогональны друг другу. Например, {\displaystyle P_{1}^{1}} не ортогонален {\displaystyle P_{2}^{2}}. Однако некоторые подмножества ортогональны. При условии 0 ≤ m ≤ ℓ', они удовлетворяют условию ортогональности для фиксированного m.
{\displaystyle \int _{-1}^{1}P_{k}^{m}P_{\ell }^{m}dx={\frac {2(\ell +m)!}{(2\ell +1)(\ell -m)!}}\ \delta _{k,\ell }}
Где δk,ℓ  — это дельта Кронекера. 
Кроме того, они удовлетворяют условию ортогональности для фиксированного ℓ:
{\displaystyle \int _{-1}^{1}{\frac {P_{\ell }^{m}P_{\ell }^{n}}{1-x^{2}}}dx={\begin{cases}0&{\text{if }}m\neq n\\{\frac {(\ell +m)!}{m(\ell -m)!}}&{\text{if }}m=n\neq 0\\\infty &{\text{if }}m=n=0\end{cases}}}

## Отрицательные значенияmи/илиℓ
Дифференциальное уравнение явно инвариантно относительно изменения знака m
Функции для отрицательных значений m были показаны выше, как пропорциональные функциям для положительных значений m:
{\displaystyle P_{\ell }^{-m}=(-1)^{m}{\frac {(\ell -m)!}{(\ell +m)!}}P_{\ell }^{m}} 
(Это следует из определения формулы Родригеса. Это определение также позволяет применять различные рекуррентные формулы как для положительных, так и для отрицательных значений m.)
{\displaystyle {\text{If}}\quad |m|>\ell \,\quad {\text{then}}\quad P_{\ell }^{m}=0.\,}
Дифференциальное уравнение также инвариантно относительно изменения от ℓ до −ℓ − 1, и функции для отрицательных значений ℓ определяются как
{\displaystyle P_{-\ell }^{m}=P_{\ell -1}^{m},\ (\ell =1,\,2,\,\dots ).}

## Четность
Из их определения можно установить, что присоединенные функции Лежандра являются чётными или нечётными в зависимости от значения:
{\displaystyle P_{\ell }^{m}(-x)=(-1)^{\ell -m}P_{\ell }^{m}(x)}

## Присоединённые функции Лежандра первых степеней

Associated Legendre functions for m = 0

Associated Legendre functions for m = 1

Associated Legendre functions for m = 2

Присоединённые функции Лежандра первых степеней, включая функции для отрицательных значений m, следующие:
{\displaystyle P_{0}^{0}(x)=1}
{\displaystyle {\begin{aligned}P_{1}^{-1}(x)&=-{\tfrac {1}{2}}P_{1}^{1}(x)\\P_{1}^{0}(x)&=x\\P_{1}^{1}(x)&=-(1-x^{2})^{1/2}\end{aligned}}}
{\displaystyle {\begin{aligned}P_{2}^{-2}(x)&={\tfrac {1}{24}}P_{2}^{2}(x)\\P_{2}^{-1}(x)&=-{\tfrac {1}{6}}P_{2}^{1}(x)\\P_{2}^{0}(x)&={\tfrac {1}{2}}(3x^{2}-1)\\P_{2}^{1}(x)&=-3x(1-x^{2})^{1/2}\\P_{2}^{2}(x)&=3(1-x^{2})\end{aligned}}}
{\displaystyle {\begin{aligned}P_{3}^{-3}(x)&=-{\tfrac {1}{720}}P_{3}^{3}(x)\\P_{3}^{-2}(x)&={\tfrac {1}{120}}P_{3}^{2}(x)\\P_{3}^{-1}(x)&=-{\tfrac {1}{12}}P_{3}^{1}(x)\\P_{3}^{0}(x)&={\tfrac {1}{2}}(5x^{3}-3x)\\P_{3}^{1}(x)&={\tfrac {3}{2}}(1-5x^{2})(1-x^{2})^{1/2}\\P_{3}^{2}(x)&=15x(1-x^{2})\\P_{3}^{3}(x)&=-15(1-x^{2})^{3/2}\end{aligned}}}
{\displaystyle {\begin{aligned}P_{4}^{-4}(x)&={\tfrac {1}{40320}}P_{4}^{4}(x)\\P_{4}^{-3}(x)&=-{\tfrac {1}{5040}}P_{4}^{3}(x)\\P_{4}^{-2}(x)&={\tfrac {1}{360}}P_{4}^{2}(x)\\P_{4}^{-1}(x)&=-{\tfrac {1}{20}}P_{4}^{1}(x)\\P_{4}^{0}(x)&={\tfrac {1}{8}}(35x^{4}-30x^{2}+3)\\P_{4}^{1}(x)&=-{\tfrac {5}{2}}(7x^{3}-3x)(1-x^{2})^{1/2}\\P_{4}^{2}(x)&={\tfrac {15}{2}}(7x^{2}-1)(1-x^{2})\\P_{4}^{3}(x)&=-105x(1-x^{2})^{3/2}\\P_{4}^{4}(x)&=105(1-x^{2})^{2}\end{aligned}}}

## Рекуррентная формула
Эти функции обладают рядом рекуррентных свойств:
{\displaystyle (\ell -m-1)(\ell -m)P_{\ell }^{m}(x)=-P_{\ell }^{m+2}(x)+P_{\ell -2}^{m+2}(x)+(\ell +m)(\ell +m-1)P_{\ell -2}^{m}(x)}
{\displaystyle (\ell -m+1)P_{\ell +1}^{m}(x)=(2\ell +1)xP_{\ell }^{m}(x)-(\ell +m)P_{\ell -1}^{m}(x)}
{\displaystyle 2mxP_{\ell }^{m}(x)=-{\sqrt {1-x^{2}}}\left[P_{\ell }^{m+1}(x)+(\ell +m)(\ell -m+1)P_{\ell }^{m-1}(x)\right]}
{\displaystyle {\frac {1}{\sqrt {1-x^{2}}}}P_{\ell }^{m}(x)={\frac {-1}{2m}}\left[P_{\ell -1}^{m+1}(x)+(\ell +m-1)(\ell +m)P_{\ell -1}^{m-1}(x)\right]}
{\displaystyle {\frac {1}{\sqrt {1-x^{2}}}}P_{\ell }^{m}(x)={\frac {-1}{2m}}\left[P_{\ell +1}^{m+1}(x)+(\ell -m+1)(\ell -m+2)P_{\ell +1}^{m-1}(x)\right]}
{\displaystyle {\sqrt {1-x^{2}}}P_{\ell }^{m}(x)={\frac {1}{2\ell +1}}\left[(\ell -m+1)(\ell -m+2)P_{\ell +1}^{m-1}(x)-(\ell +m-1)(\ell +m)P_{\ell -1}^{m-1}(x)\right]}
{\displaystyle {\sqrt {1-x^{2}}}P_{\ell }^{m}(x)={\frac {-1}{2\ell +1}}\left[P_{\ell +1}^{m+1}(x)-P_{\ell -1}^{m+1}(x)\right]}
{\displaystyle {\sqrt {1-x^{2}}}P_{\ell }^{m+1}(x)=(\ell -m)xP_{\ell }^{m}(x)-(\ell +m)P_{\ell -1}^{m}(x)}
{\displaystyle {\sqrt {1-x^{2}}}P_{\ell }^{m+1}(x)=(\ell -m+1)P_{\ell +1}^{m}(x)-(\ell +m+1)xP_{\ell }^{m}(x)}
{\displaystyle {\sqrt {1-x^{2}}}{\frac {d}{dx}}{P_{\ell }^{m}}(x)={\frac {1}{2}}\left[(\ell +m)(\ell -m+1)P_{\ell }^{m-1}(x)-P_{\ell }^{m+1}(x)\right]}
{\displaystyle (1-x^{2}){\frac {d}{dx}}{P_{\ell }^{m}}(x)={\frac {1}{2\ell +1}}\left[(\ell +1)(\ell +m)P_{\ell -1}^{m}(x)-\ell (\ell -m+1)P_{\ell +1}^{m}(x)\right]}
{\displaystyle (x^{2}-1){\frac {d}{dx}}{P_{\ell }^{m}}(x)={\ell }xP_{\ell }^{m}(x)-(\ell +m)P_{\ell -1}^{m}(x)}
{\displaystyle (x^{2}-1){\frac {d}{dx}}{P_{\ell }^{m}}(x)=-(\ell +1)xP_{\ell }^{m}(x)+(\ell -m+1)P_{\ell +1}^{m}(x)}
{\displaystyle (x^{2}-1){\frac {d}{dx}}{P_{\ell }^{m}}(x)={\sqrt {1-x^{2}}}P_{\ell }^{m+1}(x)+mxP_{\ell }^{m}(x)}
{\displaystyle (x^{2}-1){\frac {d}{dx}}{P_{\ell }^{m}}(x)=-(\ell +m)(\ell -m+1){\sqrt {1-x^{2}}}P_{\ell }^{m-1}(x)-mxP_{\ell }^{m}(x)} 
Полезные тождества (начальные значения для первой рекурсии):
{\displaystyle P_{\ell +1}^{\ell +1}(x)=-(2\ell +1){\sqrt {1-x^{2}}}P_{\ell }^{\ell }(x)}
{\displaystyle P_{\ell }^{\ell }(x)=(-1)^{\ell }(2\ell -1)!!(1-x^{2})^{(\ell /2)}}
{\displaystyle P_{\ell +1}^{\ell }(x)=x(2\ell +1)P_{\ell }^{\ell }(x)} 
где !! двойной факториал.	

## Формула Гонта
Интеграл от произведения трёх связанных полиномов Лежандра (с совпадающими порядками, как показано ниже) является необходимым элементом при разложении произведений полиномов Лежандра в ряд, линейный по этим полиномам. Это, например, необходимо при выполнении атомных вычислений для метода Хартри-Фока, где нужны матричные элементы оператора Кулона. Для этого используется формула Гонта
{\displaystyle {\begin{aligned}{\frac {1}{2}}\int _{-1}^{1}P_{l}^{u}(x)P_{m}^{v}(x)P_{n}^{w}(x)dx={}&{}(-1)^{s-m-w}{\frac {(m+v)!(n+w)!(2s-2n)!s!}{(m-v)!(s-l)!(s-m)!(s-n)!(2s+1)!}}\\&{}\times \ \sum _{t=p}^{q}(-1)^{t}{\frac {(l+u+t)!(m+n-u-t)!}{t!(l-u-t)!(m-n+u+t)!(n-w-t)!}}\end{aligned}}} 
Эта формула должна использоваться при следующих условиях:
1.	Степени — неотрицательные целые числа {\displaystyle l,m,n\geq 0}
2.	Все три порядка — неотрицательные целые числа {\displaystyle u,v,w\geq 0}
3.	Порядок {\displaystyle u} является наибольшим из трёх
4.	Порядки суммируются {\displaystyle u=v+w}
5.	Степени подчиняются определённым условиям {\displaystyle m\geq n}
Другие величины, содержащиеся в формуле, определяются как
{\displaystyle 2s=l+m+n}
{\displaystyle p=\max(0,\,n-m-u)}
{\displaystyle q=\min(m+n-u,\,l-u,\,n-w)} 
Интеграл равен нулю, если выполняются следующие условия:
1.	Сумма степеней чётная, чтобы {\displaystyle s} было целым числом
2.	Выполняется треугольное равенство/условие {\displaystyle m+n\geq l\geq m-n}
Донг и Лемус (2002) обобщили вывод этой формулы для интегралов от произведения произвольного числа присоединенных полиномов Лежандра.

## Обобщение через гипергеометрические функции
Эти функции могут быть определены для общих комплексных параметров и аргументов.
{\displaystyle P_{\lambda }^{\mu }(z)={\frac {1}{\Gamma (1-\mu )}}\left[{\frac {1+z}{1-z}}\right]^{\mu /2}\,_{2}F_{1}(-\lambda ,\lambda +1;1-\mu ;{\frac {1-z}{2}})} 
где {\displaystyle \Gamma } — гамма-функция, а {\displaystyle _{2}F_{1}} — гипергеометрическая функция.
{\displaystyle \,_{2}F_{1}(\alpha ,\beta ;\gamma ;z)={\frac {\Gamma (\gamma )}{\Gamma (\alpha )\Gamma (\beta )}}\sum _{n=0}^{\infty }{\frac {\Gamma (n+\alpha )\Gamma (n+\beta )}{\Gamma (n+\gamma )\ n!}}z^{n},} 
Эти функции называются функциями Лежандра, когда они определяются таким более общим способом. Они удовлетворяют тому же дифференциальному уравнению, что было описано выше:
{\displaystyle (1-z^{2})\,y''-2zy'+\left(\lambda [\lambda +1]-{\frac {\mu ^{2}}{1-z^{2}}}\right)\,y=0.\,}
Поскольку это дифференциальное уравнение второго порядка, у него существует второе решение, {\displaystyle Q_{\lambda }^{\mu }(z)} задается:
{\displaystyle Q_{\lambda }^{\mu }(z)={\frac {{\sqrt {\pi }}\ \Gamma (\lambda +\mu +1)}{2^{\lambda +1}\Gamma (\lambda +3/2)}}{\frac {1}{z^{\lambda +\mu +1}}}(1-z^{2})^{\mu /2}\,_{2}F_{1}\left({\frac {\lambda +\mu +1}{2}},{\frac {\lambda +\mu +2}{2}};\lambda +{\frac {3}{2}};{\frac {1}{z^{2}}}\right)}
{\displaystyle P_{\lambda }^{\mu }(z)} и {\displaystyle Q_{\lambda }^{\mu }(z)} оба подчиняются нескольким рекуррентным формулам, приведённым ранее.

## Репараметризация (Выражение) условий через углы
Эти функции наиболее полезны, когда аргумент репараметризован через углы - {\displaystyle x=\cos \theta }:
{\displaystyle P_{\ell }^{m}(\cos \theta )=(-1)^{m}(\sin \theta )^{m}\ {\frac {d^{m}}{d(\cos \theta )^{m}}}\left(P_{\ell }(\cos \theta )\right)}
Используя соотношение {\displaystyle (1-x^{2})^{1/2}=\sin \theta }, приведённая выше формула даёт первые несколько полиномов, параметризованных таким образом, как:
{\displaystyle {\begin{aligned}P_{0}^{0}(\cos \theta )&=1\\[8pt]P_{1}^{0}(\cos \theta )&=\cos \theta \\[8pt]P_{1}^{1}(\cos \theta )&=-\sin \theta \\[8pt]P_{2}^{0}(\cos \theta )&={\tfrac {1}{2}}(3\cos ^{2}\theta -1)\\[8pt]P_{2}^{1}(\cos \theta )&=-3\cos \theta \sin \theta \\[8pt]P_{2}^{2}(\cos \theta )&=3\sin ^{2}\theta \\[8pt]P_{3}^{0}(\cos \theta )&={\tfrac {1}{2}}(5\cos ^{3}\theta -3\cos \theta )\\[8pt]P_{3}^{1}(\cos \theta )&=-{\tfrac {3}{2}}(5\cos ^{2}\theta -1)\sin \theta \\[8pt]P_{3}^{2}(\cos \theta )&=15\cos \theta \sin ^{2}\theta \\[8pt]P_{3}^{3}(\cos \theta )&=-15\sin ^{3}\theta \\[8pt]P_{4}^{0}(\cos \theta )&={\tfrac {1}{8}}(35\cos ^{4}\theta -30\cos ^{2}\theta +3)\\[8pt]P_{4}^{1}(\cos \theta )&=-{\tfrac {5}{2}}(7\cos ^{3}\theta -3\cos \theta )\sin \theta \\[8pt]P_{4}^{2}(\cos \theta )&={\tfrac {15}{2}}(7\cos ^{2}\theta -1)\sin ^{2}\theta \\[8pt]P_{4}^{3}(\cos \theta )&=-105\cos \theta \sin ^{3}\theta \\[8pt]P_{4}^{4}(\cos \theta )&=105\sin ^{4}\theta \end{aligned}}}
Ортогональные соотношения, приведённые выше, в этой формуле: для фиксированного m, функции {\displaystyle P_{\ell }^{m}(\cos \theta )} ортогональны, параметризованные через θ в промежутке {\displaystyle [0,\pi ]} с весом {\displaystyle \sin \theta }:
{\displaystyle \int _{0}^{\pi }P_{k}^{m}(\cos \theta )P_{\ell }^{m}(\cos \theta )\,\sin \theta \,d\theta ={\frac {2(\ell +m)!}{(2\ell +1)(\ell -m)!}}\ \delta _{k,\ell }} 
Также для фиксированного ℓ:
{\displaystyle \int _{0}^{\pi }P_{\ell }^{m}(\cos \theta )P_{\ell }^{n}(\cos \theta )\csc \theta \,d\theta ={\begin{cases}0&{\text{if }}m\neq n\\{\frac {(\ell +m)!}{m(\ell -m)!}}&{\text{if }}m=n\neq 0\\\infty &{\text{if }}m=n=0\end{cases}}} 
В условии θ, для  {\displaystyle P_{\ell }^{m}(\cos \theta )} является решением:
{\displaystyle {\frac {d^{2}y}{d\theta ^{2}}}+\cot \theta {\frac {dy}{d\theta }}+\left[\lambda -{\frac {m^{2}}{\sin ^{2}\theta }}\right]\,y=0\,} 
Точнее говоря, для целого m{\displaystyle \geq }0,  уравнение имеет невырожденные решения только тогда, когда {\displaystyle \lambda =\ell (\ell +1)\,}, для целого ℓ, выполняется условие ≥ m, и эти решения пропорциональны для {\displaystyle P_{\ell }^{m}(\cos \theta )}.

## Применения в физике: сферические гармоники
Во многих областях физики полиномы Лежандра, выраженные через углы, возникают там, где присутствует сферическая симметрия. Зенитный (полярный) угол в сферических координатах — это угол {\displaystyle \theta }, использованный ранее. Азимутальный угол {\displaystyle \phi } появляется как сомножитель. Вместе они образуют набор функций, называемых сферическими гармониками. Эти функции выражают симметрию двух сфер (сферы Римана) под действием группы Ли SO(3).
Полезность этих функций в том, что они основные в решении уравнения {\displaystyle \nabla ^{2}\psi +\lambda \psi =0} на поверхности сферы. В сферических координатах θ (широта) и φ (долгота), Лапласиан это
{\displaystyle \nabla ^{2}\psi ={\frac {\partial ^{2}\psi }{\partial \theta ^{2}}}+\cot \theta {\frac {\partial \psi }{\partial \theta }}+\csc ^{2}\theta {\frac {\partial ^{2}\psi }{\partial \phi ^{2}}}.} 
Частная производная равна:
{\displaystyle {\frac {\partial ^{2}\psi }{\partial \theta ^{2}}}+\cot \theta {\frac {\partial \psi }{\partial \theta }}+\csc ^{2}\theta {\frac {\partial ^{2}\psi }{\partial \phi ^{2}}}+\lambda \psi =0}
и решается методом разделения переменных, получается часть, зависящая от угла ϕ {\displaystyle \sin(m\phi )} или {\displaystyle \cos(m\phi )} для целого m≥0, и уравнение для части, зависящей от угла θ
{\displaystyle {\frac {d^{2}y}{d\theta ^{2}}}+\cot \theta {\frac {dy}{d\theta }}+\left[\lambda -{\frac {m^{2}}{\sin ^{2}\theta }}\right]\,y=0\,}
для которого решения имеют вид {\displaystyle P_{\ell }^{m}(\cos \theta )}  где  {\displaystyle \ell {\geq }m}
и  {\displaystyle \lambda =\ell (\ell +1)}.
Следовательно, уравнение
{\displaystyle \nabla ^{2}\psi +\lambda \psi =0} 
имеет неособенные разделенные решения только когда {\displaystyle \lambda =\ell (\ell +1)}, и эти решения пропорциональны
{\displaystyle P_{\ell }^{m}(\cos \theta )\ \cos(m\phi )\ \ \ \ 0\leq m\leq \ell } 
и 
{\displaystyle P_{\ell }^{m}(\cos \theta )\ \sin(m\phi )\ \ \ \ 0<m\leq \ell .}
Для каждого значения ℓ существует 2ℓ + 1 функций для различных значений m, синуса и косинуса. Все они ортогональны как по ℓ, так и по m, когда интегрируются по поверхности сферы.
Решения обычно записываются в условиях комплексных экспонент:
{\displaystyle Y_{\ell ,m}(\theta ,\phi )={\sqrt {\frac {(2\ell +1)(\ell -m)!}{4\pi (\ell +m)!}}}\ P_{\ell }^{m}(\cos \theta )\ e^{im\phi }\qquad -\ell \leq m\leq \ell .}
Функции {\displaystyle Y_{\ell ,m}(\theta ,\phi )} — это сферические гармоники, а выражение под квадратным корнем является нормирующим коэффициентом. Учитывая связь между присоединенными функциями Лежандра с положительными и отрицательными m, можно легко показать, что сферические гармоники удовлетворяют тождественности
{\displaystyle Y_{\ell ,m}^{*}(\theta ,\phi )=(-1)^{m}Y_{\ell ,-m}(\theta ,\phi ).}
Сферические гармоники образуют полное ортонормированное множество функций в контексте разложения в ряд по Фурье. В геодезии, геомагнетизме и спектральном анализе специалисты используют другие фазовые и нормировочные коэффициенты, чем приведенные здесь (см. сферические гармоники).
При решении трёхмерного сферически симметричного дифференциального уравнения методом разделения переменных в сферических координатах, часть, оставшаяся после удаления радиальной части, обычно имеет форму
{\displaystyle \nabla ^{2}\psi (\theta ,\phi )+\lambda \psi (\theta ,\phi )=0,}
И, следовательно, решениями являются сферические гармоники.

## Обобщения
Полиномы Лежандра тесно связаны с гипергеометрическими рядами. В форме сферических гармоник они выражают симметрию двух-сферы (Сферы Римана) под действием группы Ли SO(3). Есть и другие группы Ли, кроме SO(3), и существуют для которых аналогичные обобщения полиномов Лежандра, которые  выражают симметрии полупростых групп Ли и римановых симметричных пространств. Грубо говоря, можно определить Лапласиан на симметричных пространствах; собственные функции Лапласиана можно рассматривать как обобщение сферических гармоник для других случаев.